# تورستن أوت
تورستن أوت (بالألمانية: Thorsten Ott)‏ (18 يونيو 1973 بألمانيا - ) هو لاعب كرة قدم ألماني في مركز الهجوم. لعب مع بايرن ميونخ الثاني وبايرن ميونخ وفيهين فيسبادن و.

## وصلات خارجية
- تورستن أوت على موقع قاعدة بيانات كرة القدم.إي يو (الإنجليزية)
- تورستن أوت على موقع بيانات كرة القدم. دي إي (الألمانية)
- تورستن أوت على موقع عالم كرة القدم.نت (الإنجليزية)